# Llei del Quebec de 1774

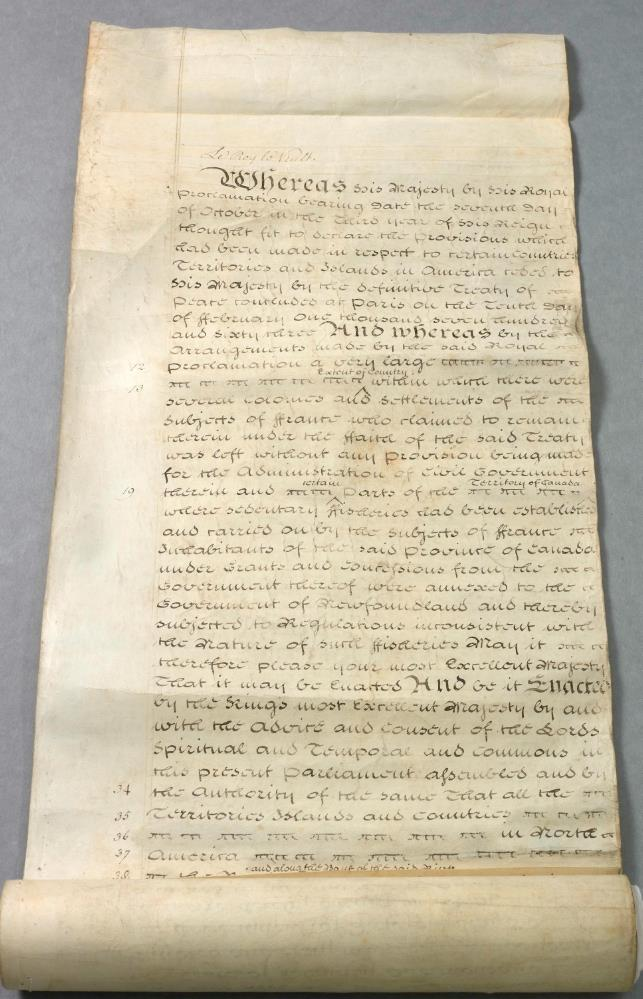
Quebec Act, 1774

La Llei del Quebec de 1774  (en anglès: Quebec Act;  en francès: Acte de Québec de 1774) va ser una llei del Parlament de la Gran Bretanya que establia els procediments de governança a la Província del Quebec. Un dels elements principals de la llei era l’ampliació del territori de la província, que passava a incorporar part de la Reserva Índia, incloent-hi gran part del que avui és el sud d’Ontario, Illinois, Indiana, Michigan, Ohio, Wisconsin i parts de Minnesota.
La llei eliminava la referència a la fe protestant en el jurament de lleialtat, garantint la lliure pràctica del catolicisme i restaurava el poder de l’Església per imposar el delme. A més, restablia l’ús del dret civil francès per als afers de dret privat, amb l’excepció de la llibertat il·limitada de testar, que es mantenia segons la common law anglesa. Pel que fa al dret públic —com les apel·lacions administratives, el procediment judicial i les causes penals— es mantenia el dret anglès.
Al Quebec, els immigrants anglòfons procedents de les Tretze Colònies van protestar amb força contra diverses disposicions de la llei, que consideraven una retirada de determinades llibertats polítiques. La llei va ser un dels molts catalitzadors que van desembocar en la Revolució Americana. Mentrestant, entre els canadencs francòfons la reacció va ser diversa, tot i que els seigneurs (propietaris feudals) i els eclesiàstics, en general, en van quedar satisfets.
A les Tretze Colònies, la llei es va aprovar durant la mateixa sessió parlamentària que diverses altres lleis dissenyades per castigar el Boston Tea Party i altres protestes, que els Patriotes americans van agrupar sota el nom de Lleis Intolerables (Intolerable Acts) o, a Anglaterra, Lleis Coercitives (Coercive Acts). A més, els colons veien aquesta llei com un nou model d’administració que els privaria de les seves assemblees elegides i que semblava anul·lar algunes de les seves reclamacions territorials, ja que atorgava bona part de la regió de l’Ohio a la província del Quebec. Els americans també van interpretar la llei com un “establiment” del catolicisme a la colònia, ja que molts havien participat en la Guerra Franco-Índia i ara consideraven les llibertats religioses i les terres concedides al seu antic enemic com una ofensa.